# Herbert Kegel
Herbert Kegel (ur. 29 lipca 1920 w Dreźnie, zm. 20 listopada 1990 tamże) – niemiecki dyrygent.

## Życiorys
W latach 1935–1940 studiował w Dreźnie u Borisa Blachera i Karla Böhma. Odniesiona w czasie II wojny światowej kontuzja ręki uniemożliwiła mu zostanie pianistą. W latach 1946–1949 pracował jako dyrygent chóralny i orkiestrowy w Rostocku. W 1949 roku został kierownikiem chóru przy rozgłośni radiowej w Lipsku. W 1953 roku został dyrygentem, w 1958 roku generalnym dyrektorem muzycznym, a w 1960 roku pierwszym dyrygentem Rundfunk-Sinfonieorchester Leipzig. Od 1975 do 1978 roku wykładał w lipskiej Hochschule für Musik, a od 1978 roku w Hochschule für Musik w Dreźnie. W latach 1977–1985 był pierwszym dyrygentem Dresdner Philharmonie.
Współpracował z wieloma zespołami operowymi, wielokrotnie koncertował za granicą. Poprowadził prapremiery dzieł wielu kompozytorów niemieckich takich jak Paul Dessau, Hanns Eisler czy Rudolf Wagner-Régeny. Występował na festiwalu Warszawska Jesień, gdzie w 1958 roku poprowadził polską premierę Ocalonego z Warszawy Arnolda Schönberga, a w 1972 roku prapremierowe wykonanie III Symfonii Zygmunta Mycielskiego.